# Gubernatorstwo Al-Mahdijja
Gubernatorstwo Al-Mahdijja (fr. Gouvernorat de Mahdia, arab. ولاية المهدية) – jest jednym z 24 gubernatorstw w Tunezji, znajdujące się we wschodniej części kraju.